# Ghiacciaio Alberich
Il ghiacciaio Alberich è un piccolo ghiacciaio tributario lungo circa 2 km situato nella regione centro-occidentale della Dipendenza di Ross, in Antartide. Il ghiacciaio, il cui punto più alto si trova a circa 1750 m s.l.m., fluisce in direzione ovest dal colle Junction, che lo separa dal ghiacciaio Odino, verso il versante est del ghiacciaio Sykes.

## Storia
Il ghiacciaio Alberich fa parte di un gruppo di formazioni geografiche rinominate dal Comitato neozelandese per i toponimi antartici prendendo spunto dalla mitologia norrena. Nelle antiche leggende germaniche, Alberich, il cui nome significa letteralmente re degli elfi, è un potente re dei nani e capo dei Nibelunghi.